# HD 73267
HD 73267 é uma estrela de tipo K na constelação de Pyxis. Em outubro de 2008, um planeta extrassolar foi achado orbitando-a.
| Planeta | Massa           | Semieixo maior (UA) | Período orbital (dias) | Excentricidade |
| ------- | --------------- | ------------------- | ---------------------- | -------------- |
| b       | >3,06 ± 0,07 MJ | 2,198 ± 0,025       | 1 260 ± 7              | 0,256 ± 0,009  |